# Ringvormig kristalkopje
Het ringvormig kristalkopje (Didymium anellus) is een slijmzwam behorend tot de familie Didymiaceae. Het leeft saprotroof op kruidachtige plantendelen.

## Kenmerken

### Uiterlijke kenmerken
Het peridium is vliezig, kleurloos of paarsbruin, bedekt met een vrij dunne laag kalkkristallen, soms kalkloos.
Het hypothallus is dun. 
Het plasmodium is kleurloos.

### Microscopische kenmerken
De sporen zijn donkerbruin in bulk. De sporen zijn paarsbruin met doorvallend licht, wrattig geornamenteerd en meten (7,5-)8-10(-11) diameter.

## Verspreiding
In Nederland komt het ringvormig kristalkopje vrij zeldzaam algemeen voor.